# Тарханкутська височина
Тарханку́тська височина (крим. Tarhan Qut yüksekligi) — височина на Тарханкутському півострові, який знаходиться на північному заході Кримського півострова (Україна), найнижча височина України.
Найвища точка височини — Кипчак, 178,4 м.
100-метрова позначка піднесення повторює західну та південну берегові лінії Тарханкутського півострова; за винятком з боку Вузької бухти, де у височину глибоко врізається балка Кель-Шейх. На півночі височина переходить у Північнокримську рівнину.
Височина є горбиста рівнина, розчленована балками, ярами, лощинами і сухорічами, особливо глибокими з північної частини півострова. Складена переважно з вапняків, перекритих лісоподібними суглинками. Поверхня хвиляста, пасма-горбиста. З південного заходу на північний схід паралельно один одному простягаються похилі вали: Бакальський (до 75 м), Меловий (Тарханкутський) (висота до 178.4 м), Оленівський (Джангульський) (висота до 140 м), Євпаторійський. Між валами розташовані коритоподібні поздовжні пониження (котловини). Субширотна довжина смуги увалів — 8-45 км. На узбережжі вали утворюють стрімкі стінки (Оленівський вал — до 60 м, Тарханкутський вал — скелі мису Прибійний). Пологі схили увалів глибоко розчленовані балками та улоговинами. Густота розчленування 0,2-0,4 км, глибина — 40-80 м. Характерні степові місцевості — останцово-водороздільні, хвилясто-приводороздільні, улоговинно-балкові [3].
Найбільші сухоріччя: Самарчик (50 км), Агар-Су (45 км), Бакальське (20 км), Керлеутське (20 км), Донузлавське (19 км), Чорноморське (Кель-Шейх) (18 км) (утворює озеро Ак-Мечетське); балки Калинівська (14 км), Володимирівська (13 км), Весела долина (12 км), Джайлавська (9 км), Глибока (9 км), Рибальська (8 км), Попова (8 км), Великий Кастель тощо. Деякими сухорігами і балками біжить вода, а потім вона зникає, йдучи в пористі вапняки.
Одні балки приурочені до осей коритоподібних улоговин, тягнуться зі сходу на захід (Агар-Су, Оленівська), інші спрямовані впоперек увалів, а треті розташовані віялоподібно і сходяться до якого або місця, що прогинається (група долин і балок, що впадають в Ярилгаузську. в). Тут відсутні незмінні водотоки.
Уздовж берегів розвинені абразивно-терасні, зсувні та денудаційно-схилові місцевості. На півдні коси та пересипи відмежовують озера від моря, утворюючи акумулятивно вирівняні береги .
Рослинність степова, є чагарники. Рілля складає близько 50 % земель, пасовища — 32 %, сади та виноградники — 7 %, лісосмуги — 1 %. Розташовані об'єкти ПЗФ: заказники Джангуль та Донузлавський, заповідні урочища Великий Атлеш та Великий Кастель.